# Allemant (Marne)
Allemant település Franciaországban, Marne megyében. Lakosainak száma 184 fő (2022. január 1.). Allemant Reuves, Broussy-le-Grand, Broussy-le-Petit, Broyes, Linthes, Mondement-Montgivroux, Péas és Saint-Loup községekkel határos.

## Népesség
A település népességének változása:
| Lakosok száma | 140  | 168  | 148  | 152  | 163  | 158  | 164  | 175  | 175  | 184  |
|               | 1968 | 1982 | 1990 | 2006 | 2013 | 2015 | 2017 | 2019 | 2020 | 2022 |